# Josh Huestis
Josh Huestis, né le 19 décembre 1991 à Webster, Texas (États-Unis), est un joueur américain de basket-ball. Il joue au poste d'ailier.

## Carrière universitaire
Au lycée, Josh Huestis fréquente le lycée de Charles M. Russell High School à Great Falls. Il est considéré comme une recrue trois étoiles par le site ESPN.com. Il est classé 48e meilleur ailier des Etats-Unis en 2010.
En 2010, il rejoint l'université de Stanford et évolue pour les Cardinal de Stanford.
Durant ses quatre années à Stanford, il obtient des statistiques moyennes par match de 7,5 points, 6,2 rebonds et 1,4 contres en 135 matches disputés. A l'issue de sa saison sophomore, il est nommé dans la Pac-12 Defensive Team avec mention honorable ainsi que le Pac-12 All-Academic Honorable Mention et en 2014, il est nommé meilleur joueur défensif de la saison. Durant la saison 2013-2014, il réalise 19 double-double en rebonds et contres, concluant sa carrière universitaire en tant que recordman en contre de son équipe universitaire.

## Carrière professionnelle
Josh Huestis est drafté en 29e position lors de la draft 2014 de la NBA par les Thunder d'Oklahoma City.
Il dispute la NBA Summer League 2014 avec le Thunder. Le 4 novembre 2014, il s'engage en NBA Development League avec les Blue d'Oklahoma City. Le 14 novembre 2014, il a fait ses débuts professionnels lors de la défaite des Blue 111 à 105 contre les Red Claws du Maine, enregistrant 10 points, 9 rebonds et 2 passes décisives en 37 minutes. Lors de la saison 2014-2015, il dispute 46 matches avec une moyenne par match de 10,2 points, 5,6 rebonds, 1,1 passes décisives et 1,5 contres.
Le 30 juillet 2015, il s'engage pour 4 saisons avec les Thunder. Il commence la saison en D-League avec les Blue d'Oklahoma City. Il fait ses débuts en NBA le 26 mars 2016 contre les Jazz de l'Utah (défaite 113 à 91) en inscrivant 3 points pour 5 minutes de jeu. Le 16 avril 2016, il participe au match 1 des Playoffs 2016 face aux Mavericks de Dallas en prenant 1 rebond en 8 minutes de jeu en sortie de banc. Il participe à la NBA Summer League 2016 avec les Thunder. Durant les saisons 2015-2016 et 2016-2017, il fait plusieurs aller-retour en D-League chez les Blue d'Oklahoma City. Il participe également à la NBA Summer League 2017 avec les Thunder. Huestis a vu ses minutes augmenter considérablement au cours de la saison 2017-2018, jouant 69 matches et devenant un joueur important dans la rotation du Thunder.
Le 9 octobre 2018, il s'engage avec les Spurs de San Antonio mais il est coupé par la franchise texane le 11 octobre 2018. Le 17 octobre 2018, il signe avec les Spurs d'Austin, l'équipe G-League affiliée à San Antonio. Le 22 octobre, il est retenu pour le camp d'entraînement d'Austin et le 31 octobre, il est annoncé dans le roster pour la saison 2018-2019. Il dispute l'intégralité de la saison 2018-2019 avec les Spurs d'Austin.
Le 24 juillet 2019, il s'engage dans le championnat allemand avec le Bayern Munich pour une saison. Le 31 décembre 2019, les Vipers de Rio Grande Valley récupèrent ses droits en les échangeant avec les Spurs d'Austin contre Angel Rodriguez. Le 10 mars 2020, après avoir disputé 8 matches de championnat et 15 matches en Euroleague, il quitte le club allemand avant la fin de la saison.
En janvier 2021, il rejoint les Vipers de Rio Grande Valley pour la saison 2020-2021 de G League. Il est coupé le 23 février 2021 après avoir disputé seulement 3 matches.
Le 23 octobre 2021, il rejoint les Charge de Cleveland.

## Clubs successifs
- 2010-2014 : Cardinal de Stanford (NCAA).
- 2014-2015 :  Blue d'Oklahoma City (D-League)
- 2015-2018 :  Thunder d'Oklahoma City (NBA)
  - 2015-2017 :  Blue d'Oklahoma City (D-League)
- 2018-2019 :  Spurs d'Austin (G-League)
- 2019-2020 :  Bayern Munich (BBL)
- 2021 :  Vipers de Rio Grande Valley (G-League)
- 2021- :  Charge de Cleveland (G-League)

## Palmarès
- 2012 : Pac-12 Defensive Team Honorable Mention
- 2012 : Pac-12 All-Academic Honorable Mention
- 2013 : Pac-12 Defensive Team selection
- 2014 : Pac-12 Defensive Team selection
- 2014 : Pac-12 Defensive Player

## Statistiques

### Universitaires
Les statistiques en matchs universitaires de Josh Huestis sont les suivants :
| Année     | Équipe   | Matches | Titul. | Min./m. | %tir | %3pts | %l-f | rbds/m. | pass/m. | int/m. | ctr/m. | pts/m. |
| --------- | -------- | ------- | ------ | ------- | ---- | ----- | ---- | ------- | ------- | ------ | ------ | ------ |
| 2010-2011 | Stanford | 28      | 0      | 9,9     | 43,6 | 20,0  | 65,0 | 2,0     | 0,3     | 0,1    | 0,3    | 2,3    |
| 2011-2012 | Stanford | 37      | 5      | 20,1    | 43,7 | 27,9  | 51,4 | 4,8     | 0,9     | 0,5    | 1,2    | 5,3    |
| 2012-2013 | Stanford | 34      | 33     | 32,1    | 46,0 | 33,8  | 66,7 | 9,0     | 0,9     | 0,8    | 2,1    | 10,5   |
| 2013-2014 | Stanford | 36      | 36     | 35,2    | 45,1 | 33,8  | 62,7 | 8,2     | 1,2     | 0,6    | 1,9    | 11,2   |
| Total     |          | 135     | 74     | 25,0    | 45,1 | 31,9  | 61,0 | 6,2     | 0,8     | 0,5    | 1,4    | 7,5    |

### En NBA

#### En saison régulière
Les statistiques de Josh Huestis en saison régulière de la NBA sont les suivantes :
| Année     | Équipe        | Matches | Titul. | Min./m. | %tir | %3pts | %l-f | rbds/m. | pass/m. | int/m. | ctr/m. | pts/m. |
| --------- | ------------- | ------- | ------ | ------- | ---- | ----- | ---- | ------- | ------- | ------ | ------ | ------ |
| 2015-2016 | Oklahoma City | 5       | 0      | 11,0    | 41,7 | 66,7  | 0,0  | 2,0     | 0,0     | 0,2    | 0,4    | 2,8    |
| 2016-2017 | Oklahoma City | 2       | 0      | 15,5    | 54,5 | 50,0  | 0,0  | 4,5     | 1,5     | 0,0    | 1,5    | 7,0    |
| 2017-2018 | Oklahoma City | 69      | 10     | 14,2    | 33,0 | 28,7  | 30,0 | 2,3     | 0,3     | 0,2    | 0,6    | 2,3    |
| Total     | Total         | 76      | 10     | 14,1    | 34,6 | 31,2  | 24,0 | 2,4     | 0,3     | 0,2    | 0,6    | 2,5    |

#### En Playoffs
Les statistiques de Josh Huestis en Playoffs de la NBA sont les suivantes :
| Année | Équipe        | Matches | Titul. | Min./m. | %tir | %3pts | %l-f | rbds/m. | pass/m. | int/m. | ctr/m. | pts/m. |
| ----- | ------------- | ------- | ------ | ------- | ---- | ----- | ---- | ------- | ------- | ------ | ------ | ------ |
| 2016  | Oklahoma City | 2       | 0      | 5,1     | 33,3 | 50,0  | 0,0  | 1,5     | 0,0     | 0,0    | 0,0    | 1,5    |
| 2018  | Oklahoma City | 4       | 0      | 4,8     | 50,0 | 0,0   | 50,0 | 0,8     | 0,0     | 0,3    | 0,3    | 0,8    |
| Total | Total         | 6       | 0      | 4,9     | 40,0 | 50,0  | 50,0 | 1,0     | 0,0     | 0,2    | 0,2    | 1,0    |

### En NBA Gatorade League
Les statistiques de Josh Huestis en NBA Gatorade League sont les suivantes :
| Année     | Équipe            | Matches | Titul. | Min./m. | %tir | %3pts | %l-f | rbds/m. | pass/m. | int/m. | ctr/m. | pts/m. |
| --------- | ----------------- | ------- | ------ | ------- | ---- | ----- | ---- | ------- | ------- | ------ | ------ | ------ |
| 2014-2015 | Oklahoma City     | 44      | 43     | 33,1    | 37,2 | 31,6  | 65,7 | 5,7     | 1,1     | 0,6    | 1,6    | 10,3   |
| 2015-2016 | Oklahoma City     | 25      | 25     | 32,0    | 39,7 | 31,3  | 47,4 | 5,3     | 0,9     | 0,6    | 1,4    | 12,7   |
| 2016-2017 | Oklahoma City     | 32      | 32     | 32,1    | 44,5 | 38,5  | 62,5 | 6,2     | 1,3     | 0,7    | 1,7    | 14,6   |
| 2018-2019 | Austin            | 27      | 22     | 28,3    | 34,1 | 31,4  | 71,4 | 4,2     | 1,1     | 0,7    | 1,0    | 8,2    |
| 2020-2021 | Rio Grande Valley | 3       | 1      | 20,0    | 32,0 | 21,1  | 0,0  | 5,0     | 0,7     | 0,3    | 0,7    | 6,7    |
| 2021-2022 | Cleveland         | 41      | 25     | 27,0    | 36,9 | 31,2  | 65,2 | 6,2     | 0,8     | 0,6    | 1,0    | 7,3    |
| Total     | Total             | 172     | 148    | 30,3    | 38,8 | 32,5  | 59,1 | 5,6     | 1,0     | 0,6    | 1,3    | 10,3   |